# Max Hilaire
Max Hilaire (Bondy, 6 de dezembro de 1985) é um futebolista Haitiano que atua como meia. Atualmente defende o SO Cholet.